# Mimusops lecomtei
Mimusops lecomtei är en tvåhjärtbladig växtart som beskrevs av Herman Johannes Lam. Mimusops lecomtei ingår i släktet Mimusops och familjen Sapotaceae. Inga underarter finns listade i Catalogue of Life.